# Superman (film 2025)
Superman è un film del 2025 scritto, diretto e co-prodotto da James Gunn.
Basato sull'omonimo personaggio di DC Comics, è il primo film del DC Universe (DCU) e il primo del cosiddetto "Capitolo Uno: Dei e Mostri", nonché secondo reboot della serie di film su Superman. Prodotto dai DC Studios, il film vede come protagonista David Corenswet nei panni di Clark Kent / Superman, affiancato da Rachel Brosnahan, Nicholas Hoult, Edi Gathegi, Anthony Carrigan, Nathan Fillion e Isabela Merced.

## Trama
30 anni fa, Jor-El e Lara Lor-Van mandarono il loro figlio neonato Kal-El sulla Terra per sfuggire alla distruzione del loro pianeta Krypton. Cresciuto come Clark Kent dai genitori adottivi umani Jonathan e Martha Kent a Smallville, Kansas, il kryptoniano ottiene incredibili poteri dal sole giallo. Ispirato all'eroismo dal messaggio d'addio di Jor-El e Lara, danneggiato durante il viaggio, tre anni prima, Clark debutta come Superman, il metaumano più potente della Terra, mantenendo al contempo un lavoro come reporter per il Daily Planet a Metropolis insieme a Jimmy Olsen e Lois Lane; quest'ultima, oltre ad avere una relazione con Clark, ne conosce l'identità segreta.
Tre settimane prima, Superman aveva fermato un'invasione della Boravia, paese alleato degli Stati Uniti, nel vicino stato di Jarhanpur. Il miliardario Lex Luthor assicura al generale Rick Flag Sr. e ad altri membri del governo — che si chiedono se Superman possa rappresentare una minaccia — che può ucciderlo se necessario. Superman perde successivamente il suo primo combattimento contro il misterioso "Martello di Boravia", il quale cita il coinvolgimento del kryptoniano nella guerra come ragione delle sue azioni. Tuttavia, all'insaputa del mondo, il "Martello di Boravia" è in realtà Ultraman sotto mentite spoglie e lavora per Luthor, che lo controlla usando dei droni. Il super cane Krypto porta Superman ferito alla Fortezza della Solitudine in Antartide, dove viene curato dai vari androidi servitori con radiazioni solari concentrate. Luthor approfitta dell'assenza dell'eroe e invade segretamente la fortezza insieme a Ultraman e all'Engineer, ruba il messaggio incompleto di Jor-El e Lara e infine rapisce Krypto.
Mentre Superman e gli eroi della Justice Gang — Lanterna Verde, Mister Terrific e Hawkgirl —combattono contro un kaijū creato da Luthor come diversivo, Luthor decifra l'intero messaggio kryptoniano — in cui i suoi genitori lo esortano a conquistare la Terra e a togliere quante più vite possibile — e lo trasmette al mondo. Clark vola alla fortezza trovandola devastata e coi robot danneggiati o distrutti e Krypto scomparso, non capendo come siano entrati, in quanto la chiave è la sua impronta genetica. L'opinione pubblica si rivolta contro Superman, che si consegna volontariamente al governo per essere interrogato; a causa dei poteri di Superman, Flag affida la custodia dell'eroe a Luthor.
Luthor imprigiona Superman in un universo tasca artificiale dove tiene prigionieri vari nemici, tra cui Krypto e il metaumano Metamorpho. Usando il figlioletto Joey come ostaggio, Luthor costringe Metamorpho a creare la kryptonite per rendere Superman inerme. La fidanzata di Luthor, Eve Teschmacher, infatuata di Jimmy, rivela che Luthor appoggia segretamente la Boravia in cambio di metà del territorio del Jarhanpur. Metamorpho decide di aiutare Superman dopo aver visto Luthor uccidere crudelmente un suo fan durante l'interrogatorio e tramite una reazione chimica da lui scatenata, ricrea della luce solare per ridare energia all'eroe e iniziano una fuga rocambolesca, sconfiggendo diversi uomini di Luthor altamente equipaggiati. Lois cerca di convincere la Justice Gang ad aiutarla (scoprendo che sanno che Superman è Clark), ottenendo solo la collaborazione di Mister Terrific e insieme entrano nell'universo tasca salvando Superman, Krypto, Metamorpho e Joey, per poi portare il primo alla fattoria dei Kent per farlo riprendere dall'avvelenamento da kryptonite. Furioso, Luthor ordina ai suoi uomini di aumentare la potenza del reattore dell'universo tasca, creando un buco nero che inizia a squarciare il mondo. Dopo un discorso di incoraggiamento da parte di Jonathan, Clark decide di intervenire.
Mentre Lanterna Verde, Metamorpho e Hawkgirl fermano una seconda invasione boraviana, Superman e Mister Terrific combattono contro l'Engineer e Ultraman mentre il buco nero si avvicina a Metropolis. Dopo aver sconfitto l'Engineer, Superman scopre che Ultraman è un suo clone privo di intelligenza, creato da un suo capello perso durante gli scontri, spiegando così come sono entrati nella sua base. Luthor è così determinato a sconfiggere Superman che si rifiuta di chiudere il buco nero, che nel frattempo divide la città a metà. Dopo che Superman sconfigge Ultraman, gettandolo nel buco nero, grazie a Krypto che ha distrutto i vari droni con i quali gli davano ordini, lui e Mister Terrific si recano al quartier generale di Luthor per impedirgli di fuggire nell'universo tasca e spegnere il reattore, chiudendo il buco nero. Nel frattempo, Lois e Jimmy svelano il piano di Luthor, scagionando Superman, grazie alle prove mandate da Eve. Hawkgirl fa cadere fatalmente Vasil Ghurkos, il dittatore sanguinario della Boravia in combutta con Luthor, da un'altezza elevata, e gli eroi della Justice Gang vengono celebrati assieme a Metamorpho, che diventa un nuovo membro. Superman umilia Luthor con il telegiornale che comunica alla città il suo tradimento per poi venire aggredito da Krypto davanti ai suoi complici.
Luthor e i suoi complici vengono arrestati e consegnati alla giustizia, mentre Superman e Lois si scambiano un bacio lontano da tutti. Più tardi, mentre Superman si riprende dalle ferite riportate alla Fortezza della solitudine, ricostruita dai robot programmati per auto ripararsi, sua cugina Kara Zor-El torna ubriaca a prendere Krypto. Per rilassarsi durante la guarigione, guarda filmati dei suoi ricordi d'infanzia con Jonathan e Martha, i suoi genitori adottivi.
La prima scena post-credit mostra Superman e Krypto insieme sulla Luna mentre guardano la Terra di fronte a loro.
La seconda scena post-credit vede Superman e Mister Terrific che osservano la distruzione di Metropolis: quando uno degli edifici inizia a spaccarsi a metà, Terrific lo ripara e l'Uomo d'Acciaio critica il suo lavoro perché non è del tutto perfetto.

## Personaggi
- Clark Kent / Superman, interpretato da David Corenswet: Un sopravvissuto del distrutto pianeta Krypton che vive sulla Terra come supereroe. Nasconde la sua identità nel suo lavoro quotidiano, lavorando come giornalista per il Daily Planet a Metropolis.[1][2] Il regista James Gunn ha detto che il Superman di Corenswet ha circa 25 anni, rendendolo più affermato della versione di Tom Welling della serie Smallville (2001–2011) della rete The CW ma più giovane della versione del DC Extended Universe (DCEU) interpretata da Henry Cavill.[3] Il produttore Peter Safran ha descritto l'interpretazione del personaggio nel film del DCU come «l'incarnazione della verità, della giustizia e dello stile di vita americano» e che «è la gentilezza in un mondo che considera la gentilezza antiquata».[4] Gunn ha affermato che Clark sta ottenendo successo sia come giornalista che come supereroe nel film, ma nuovi elementi nella sua vita lo lasciano squilibrato. Tra questi, l'essere «follemente innamorato» della sua collega Lois Lane e l'amicizia con altri supereroi che lo considerano ingenuo. Il film mostra come questi elementi influenzino i valori e le scelte di Clark, che sono imperfetti e lo costringono a intraprendere un percorso personale.[5]
Corenswet ha differenziato la sua interpretazione tra le interazioni di Clark con i genitori, il suo lavoro al Daily Planet e Superman. Ha descritto Superman come un «personaggio pubblico» che vuole presentarsi come calmo ma autorevole. Corenswet ha tratto ispirazione per Clark dal fumetto All-Star Superman (2005-2008) di Grant Morrison e Frank Quitely e dalla postura dell'interpretazione di Christopher Reeve nella serie cinematografica Superman del 1978-1987. Gunn si ispirò anche per la voce e il comportamento di Clark al cognato, che descrisse come «l'uomo più silenzioso e meraviglioso» nonostante la sua statura di 6 piedi 8 pollici (2,03 m) e il peso di 123 kg, e descrisse Clark come una «grande presenza» che «cerca disperatamente di essere il più piccolo e silenzioso possibile».[6] Gunn consultò lo sceneggiatore della DC Comics Tom King in merito alla «sospensione dell'incredulità» di altri personaggi riguardo alla doppia identità di Clark, attribuita all'uso di occhiali ipnotici per distorcere sottilmente il suo aspetto. Gunn incluse questo aspetto nel film, notando che era stato «in un certo senso dimenticato» dal canone dei fumetti.[7]
  - Corenswet interpreta anche Ultraman, un clone corazzato di Superman creato da Lex Luthor.
- Lois Lane, interpretata da Rachel Brosnahan: Una giornalista del Daily Planet che è collega di Clark[2][8] e «non è così sicura su di lui» e ha bisogno di essere convinta di avere una relazione con lui.[5][6] Brosnahan ha descritto Lane come «ferocemente intelligente» ed esuberante.[9] Si è consultata con diversi giornalisti affinché la aiutassero a rappresentare Lois come una giornalista moderna, in contrasto con le apparizioni originali del personaggio nei fumetti e le precedenti rappresentazioni sullo schermo.[10]
- Lex Luthor, interpretato da Nicholas Hoult: L'amministratore delegato della LuthorCorp e l'arcinemico di Superman.[11][12] Hoult si è ispirato all'interpretazione di Michael Rosenbaum di Lex Luthor nella serie Smallville e ha scelto di lavorare per il ruolo basandosi sulla rappresentazione di Luthor nel fumetto All-Star Superman (2005-2008).[13] Suo figlio Joaquín ha rasato la testa di Hoult per prepararlo al ruolo. Gunn si è ispirato per il personaggio alla miniserie a fumetti Lex Luthor: Man of Steel (2005) di Brian Azzarello, così come alla versione di Luthor del "genio scientifico temerario" di Jerry Siegel nei fumetti degli anni '50 e '60. Hoult descrive la sua versione di Luthor come un uomo che odia Superman per il suo potere assoluto e la sua capacità di fare qualsiasi cosa, ma che non si allinea alle convinzioni di Luthor su ciò che è giusto.
- Michael Holt / Mister Terrific, interpretato da Edi Gathegi: Un supereroe e inventore.[14]
- Rex Mason / Metamorpho, interpretato da Anthony Carrigan: Un archeologo e supereroe che è in grado di «trasmutare gli elementi del suo corpo in varie forme»[15] Carrigan ha detto che è stato piacevole interpretare un supereroe dopo aver precedentemente interpretato il cattivo di Batman Victor Zsasz nella serie televisiva Gotham (2014–2019). Sentiva di poter apportare un po' di «autenticità e verità» al ruolo confrontando le preoccupazioni di Metamorpho riguardo alle sue capacità con l'alopecia di Carrigan.[16]
- Guy Gardner / Lanterna Verde, interpretato da Nathan Fillion: Un abrasivo pacificatore galattico nel Corpo delle Lanterne Verdi. Il film mantiene l'«iconico taglio di capelli a scodella» del personaggio dei fumetti. Fillion ha precedentemente interpretato Cory Pitzner / T.D.K. (The Detachable Kid) nel film del DCEU di Gunn The Suicide Squad - Missione suicida (2021).[14]
- Kendra Saunders / Hawkgirl, interpretata da Isabela Merced: Una supereroina con ali e varie armi da mischia. La bassa altezza di Merced, 5 piedi 1 pollice (1,55 m), la differenzia dagli altri eroi del DCU.[14] Merced ha ritenuto che il suo ruolo di Anya Corazon nel film Madame Web (2024) del Sony's Spider-Man Universe (SSU) l'abbia aiutata a prepararsi per il ruolo di Hawkgirl, sebbene non abbia detto ai filmmaker di Superman di quel ruolo nel caso in cui non volessero interpretasse entrambi.[17]
- Jimmy Olsen, interpretato da Skyler Gisondo: Un giovane fotografo del Daily Planet collega di Clark.[18]
- Eve Teschmacher, interpretata da Sara Sampaio: L'assistente e l'interesse amoroso di Lex Luthor.[19]
- Angela Spica / Engineer, interpretata da María Gabriela de Faría: Un membro dell'Authority le cui abilità provengono dalla nanotecnologia costruita nel suo corpo.[20]
- Perry White, interpretato da Wendell Pierce: Il caporedattore del Daily Planet.[21] Pierce ha chiesto ai suoi amici informazioni sul personaggio perché non è cresciuto leggendo fumetti.[22]
- Jonathan Kent, interpretato da Pruitt Taylor Vince: Il padre umano adottivo di Clark.[23]
- Martha Kent, interpretata da Neva Howell: La madre umana adottiva di Clark.[24]

Beck Bennett, Mikaela Hoover e Christopher McDonald interpretato rispettivamente Steve Lombard, Cat Grant e Ron Troupe, due reporter e un editorialista del Daily Planet. Terence Rosemore interpreta lo scagnozzo di Luthor, Otis Berg. Frank Grillo riprende il suo ruolo del direttore dell'A.R.G.U.S. Rick Flag Sr. dalla serie animata del DCU Creature Commandos (2024). Inoltre Sean, il fratello di Gunn, appare nei panni dell'uomo d'affari Maxwell Lord, così come Milly Alcock nei panni della cugina di Superman Kara Zor-El / Supergirl. Sean Gunn ha affermato di aver ignorato le rappresentazioni passate di Lord quando hanno creato la loro versione, inclusa l'interpretazione di Peter Facinelli nella serie dell'Arrowverse Supergirl (2015-2021) e quella di Pedro Pascal nel film del DCEU Wonder Woman 1984 (2020). John Cena riprende, in un cameo, il ruolo di Christopher Smith / Peacemaker dalle precedenti produzioni DC: The Suicide Squad - Missione suicida (2021) e la prima stagione di Peacemaker. Il corrispondente di ABC News Will Reeve, il figlio dell'ex attore di Superman Christopher Reeve, fa un cameo nel film come giornalista.

## Produzione

### Contesto
Nel 2012, Warner Bros. Pictures prevedeva di usare il film L'uomo d'acciaio (2013), basato sul personaggio di Superman di DC Comics, per iniziare un universo condiviso, divenuto poi noto come "DC Extended Universe" (DCEU). Nell'ottobre 2014, lo studio ha presentato una lista completa di film DC, dando la priorità a Batman v Superman: Dawn of Justice (2016) come secondo film del DCEU dopo che L'uomo d'acciaio non era riuscito a soddisfare le aspettative finanziarie dello studio. Nonostante ciò, fu confermato che un sequel senza data dell'Uomo d'acciaio era in sviluppo con Henry Cavill pronto a riprendere il suo ruolo di Clark Kent / Superman. Zack Snyder, regista dell'Uomo d'acciaio, ha detto che stavano prendendo in considerazione i kryptoniani imprigionati del primo film e il personaggio di Brainiac come antagonisti per il sequel prima che iniziassero i lavori su Batman v Superman. Un sequel dell'Uomo d'acciaio era in fase di sviluppo attivo come priorità assoluta per lo studio nell'agosto 2016, come confermato il mese seguente da Dany Garcia, il manager di Cavill. Amy Adams, interprete di Lois Lane nell'Uomo d'acciaio, ha detto a novembre che lo studio stava lavorando alla sceneggiatura del sequel. Matthew Vaughn era la prima scelta di Warner Bros. per la regia del film e ha avuto conversazioni preliminari al riguardo entro marzo 2017. Vaughn e lo scrittore di fumetti Mark Millar avevano precedentemente proposto una nuova trilogia di Superman, prima dello sviluppo dell'Uomo d'acciaio, in cui la distruzione del pianeta Krypton non sarebbe avvenuta fino a quando Superman non fosse già cresciuto sul pianeta. Dopo la travagliata produzione del film del DCEU Justice League (2017), la Warner Bros. ha ripensato il suo approccio ai progetti DC. Alla fine del 2017, un sequel dell'Uomo d'acciaio non sarebbe arrivato «presto, se non mai». Il produttore di Justice League Charles Roven ha detto che idee per la storia erano state discusse, ma non c'era una sceneggiatura.
Prima dell'uscita di Mission: Impossible - Fallout nel luglio 2018, il regista Christopher McQuarrie e il co-protagonista Cavill hanno proposto la loro interpretazione di un nuovo film su Superman, ma Warner Bros. non ha perseguito l'idea. Più tardi nel 2018, lo studio ha chiesto a James Gunn di scrivere e dirigere un film su Superman, che però non era sicuro di voler usare il personaggio. Non aveva una visione chiara per quel tipo di film, soprattutto perché Superman era un personaggio ben noto a differenza dei Guardiani della Galassia che aveva adattato per i Marvel Studios nel film Guardiani della Galassia (2014). Gunn scelse invece di dirigere The Suicide Squad - Missione suicida (2021). A settembre, dei negoziati che avrebbero portato Cavill a riprendere il suo ruolo per un cameo in Shazam! (2019) sono terminati a causa di problemi contrattuali, nonché di un conflitto di programmazione con gli impegni di Cavill per Fallout. È stato riferito che l'attore si stava allontanando dallo studio, senza progetti per un suo ritorno nel ruolo in futuro, ma Cavill ha dichiarato nel novembre 2019 di non aver rinunciato al personaggio e di voler comunque rendere giustizia al ruolo. A quel tempo, Warner Bros. non era sicura della direzione che avrebbe preso il personaggio e stava parlando della proprietà con «talenti di alto profilo», tra cui J. J. Abrams – la cui società Bad Robot ha firmato un accordo generale con WarnerMedia, la società madre di Warner Bros. – e Michael B. Jordan, che si è proposto come una versione nera del personaggio. A maggio 2020, Warner Bros. non stava più sviluppando un sequel dell'Uomo d'acciaio, ma Cavill era in trattative per apparire in un futuro film DC diverso. Nel febbraio 2021, è stato rivelato che Ta-Nehisi Coates stava scrivendo un nuovo film su Superman prodotto da Abrams. Il film avrebbe dovuto presentare un attore nero che interpretava Superman, con il potenziale per Jordan di assumere il ruolo.

### Sviluppo
Discovery, Inc. e WarnerMedia, società madre di Warner Bros., si sono fuse nell'aprile 2022 per formare Warner Bros. Discovery (WBD), guidata dal presidente e AD David Zaslav. Ci si aspettava che la nuova azienda ristrutturasse DC Entertainment e Zaslav iniziò a cercare un equivalente del presidente dei Marvel Studios Kevin Feige per guidare la nuova filiale. Zaslav e WBD sentivano che DC mancasse di una «strategia creativa e di brand coerente» e che non sfruttassero a pieno Superman. James Gunn è stato assunto verso la fine di agosto per lavorare a un film su Superman che non fosse un sequel dell'Uomo d'acciaio e che sarebbe stato stand-alone rispetto al DCEU. Zaslav ha trascorso un po' di tempo con Gunn mentre scriveva la sceneggiatura. A ottobre, Cavill ha fatto un cameo nella scena dopo i titoli di coda del film del DCEU Black Adam (2022) ed è stato riportato che Warner Bros. stesse di nuovo perseguendo un sequel dell'Uomo d'acciaio con Cavill. Roven era alla produzione del nuovo film e lo studio era alla ricerca di sceneggiatori. Volevano che McQuarrie dirigesse, ma era improbabile che fosse disponibile a causa dei suoi impegni con Mission: Impossible - Dead Reckoning (2023) e Mission: Impossible - The Final Reckoning (2025). Il film di Abrams e Coates era ancora in fase di sviluppo. Il ruolo di Cavill in Black Adam è stato approvato dai capi cinematografici di Warner Bros. Michael De Luca e Pamela Abdy quando sono stati avvicinati direttamente da Dwayne Johnson, star di Black Adam. Johnson ha iniziato a promuovere l'idea di un film che avrebbe visto lo scontro tra Black Adam e Superman, con Cavill come co-protagonista. Quest'ultimo aveva firmato un accordo una tantum per Black Adam e aveva ricevuto solo un accordo verbale che avrebbe continuare a interpretare il personaggio nel DCEU. Cavill ha annunciato pubblicamente che sarebbe tornato come Superman per progetti futuri, affermando che il suo cameo in Black Adam era un «piccolissimo assaggio» dei piani futuri. Ha aggiunto che Superman sarebbe stato «enormemente gioioso» in futuro. Steven Knight ha scritto un trattamento per il sequel in quel periodo, che secondo quanto riferito includeva Brainiac come antagonista, ma i dirigenti di Warner Bros. non erano entusiasti della sua visione.

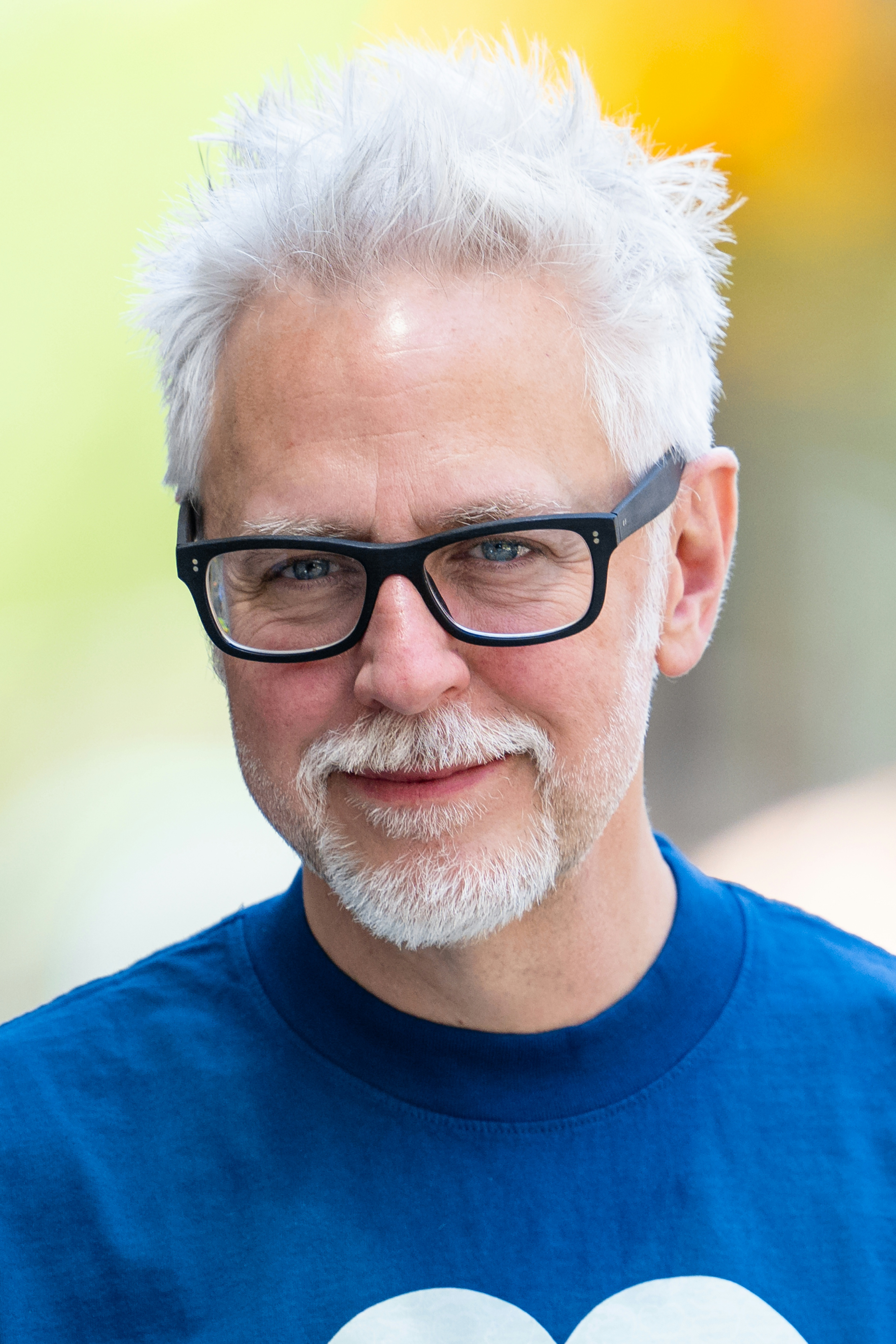
Lo sceneggiatore e regista James Gunn (raffigurato durante le riprese nel 2024) è diventato co-AD dei DC Studios nell'ottobre 2023, quando aveva ormai iniziato a lavorare a Superman.

James Gunn e il produttore di The Suicide Squad Peter Safran sono stati annunciati come co-presidenti e co-AD degli appena fondati DC Studios alla fine dell'ottobre 2022. Una settimana dopo il loro ingaggio, i due avevano iniziato a sviluppare un piano di otto-dieci anni per il nuovo DC Universe (DCU) che sarebbe stato un "soft reboot" del DCEU. A metà novembre, era stato pubblicamente rivelato che Gunn stesse scrivendo un nuovo film DC. Andy Muschietti, regista del film del DCEU The Flash (2023), ha espresso interesse nel dirigere un progetto su Superman con un tono simile a Superman (1978) di Richard Donner. All'inizio di novembre, Cavill ha espresso interesse per un progetto futuro che esplorasse la «capacità di Superman di dare e amare» le persone della Terra e di ispirare gli altri e ha detto che non vedeva l'ora di incontrare Gunn per discutere opportunità future. I lavori sul sequel dell'Uomo d'Acciaio si sono bloccati alla fine del mese mentre Gunn e Safran stavano sviluppando i loro piani.
A dicembre 2022, Gunn ha detto che Superman era una grande priorità, se non la più grande, per i DC Studios, prima di annunciare pubblicamente che stava scrivendo un nuovo film su Superman incentrato su una versione più giovane del personaggio e che quindi non avrebbe presentato Cavill. C'era anche la possibilità per Gunn di dirigere il film. Non avrebbe tratto le origini di Superman e si sarebbe concentrata su di lui che da giovane giornalista interagisce con personaggi chiave come Lois Lane. Gunn e Safran si sono incontrati con Cavill per spiegare la loro decisione e discutere della possibilità di lavorare con lui per un ruolo diverso in futuro. Il 31 gennaio 2023, Gunn e Safran hanno presentato i primi progetti della loro lista del DCU, che inizia con il "Capitolo Uno: Dei e Mostri" (Chapter One: Gods and Monsters). Il loro film di Superman era il primo film di quel capitolo ed era stato ufficialmente intitolato Superman: Legacy. La data di uscita era l'11 luglio 2025. Safran voleva che Gunn dirigesse il film. Gunn ha detto che il film avrebbe tratto ispirazione specifica dal fumetto All Star Superman (2005–2008) di Grant Morrison e Frank Quitely e il giorno successivo quel fumetto è apparso nell'elenco dei fumetti più venduti di Amazon. Il film era stato ispirato anche dai cortometraggi animati di Superman dei Fleischer Studios (1941–1943), e dai seguenti fumetti: la miniserie Superman: Diritto di nascita (2003-2004) di Mark Waid, Leinil Francis Yu e Gerry Alanguilan; dall'arco narrativo di Action Comics del 2008 Brainiac di Geoff Johns e Gary Frank; dall'evento crossover dei fumetti Superman: Ending Battle (2002) di Johns, Joe Casey, Joe Kelly e Mark Schultz; dalla miniserie Superman: Stagioni (1998) di Jeph Loeb e Tim Sale; la miniserie Elseworlds Kingdom Come (1996) di Waid e Alex Ross; la serie di Action Comics di Morrison; e la storia Che cosa è successo all'uomo del domani? (1986) di Alan Moore e Curt Swan.
Tom King, un fumettista che lavorava al DCU, ha dichiarato nel marzo 2023 che Gunn avrebbe anche diretto il film, come confermato da quest'ultimo più tardi nello stesso mese. In quel momento è stato anche confermato che Safran stava producendo la pellicola. Gunn era riluttante a dirigere il film, nonostante l'incoraggiamento di Safran e altri, finché non si rese conto che concentrarsi sull'eredità di Superman con i suoi genitori aristocratici kryptoniani e i suoi genitori contadini adottivi di Smallville, Kansas, avrebbe informato la caratterizzazione. Gunn si sentiva emotivamente legato a questo aspetto del film a causa del suo defunto padre, il cui compleanno era condiviso con la data di uscita prevista per il film. Gunn ha detto ad aprile che il tono della pellicola sarebbe stato diverso da quello dei suoi film sui Guardiani della Galassia, suggerendo che Krypto, il cane di Superman, sarebbe potuto apparire.

### Pre-produzione
La scenografia, la progettazione dei costumi e il processo di casting sono iniziati nell'aprile 2023. Beth Mickle e Judianna Makovsky sono tornate nei rispettivi ruoli di scenografa e costumista di The Suicide Squad e Guardiani della Galassia Vol. 3 (2023) di Gunn. Le riprese sarebbero dovute iniziare nel gennaio 2024. Gunn era alla ricerca di un attore per interpretare Superman che possedesse l'umanità, la gentilezza e la compassione del personaggio e che fosse «qualcuno a cui vorresti abbracciare». Ha detto che il personaggio di Jimmy Olsen sarebbe apparso e che non stava cercando di rendere il film una commedia. Sperava che Legacy fosse diverso dai precedenti film di Superman pur rispettando ciò che era accaduto prima. Gunn ha consegnato la prima bozza della sceneggiatura alla fine di aprile e non si prevedeva che la produzione sarebbe stata influenzata dallo sciopero della Writers Guild of America del 2023 partito all'inizio di maggio.
Le registrazioni delle audizioni per i ruoli principali di Superman, Lois Lane e Lex Luthor sono state presentate all'inizio del maggio 2023. Gunn ha iniziato a guardarle più tardi quel mese, mentre stava creando gli storyboard del film. David Corenswet era uno dei principali contendenti per Superman e avrebbe dovuto fare un provino alla fine del mese o all'inizio di giugno. Altri attori presi in considerazione includevano Jacob Elordi, Tom Brittney e Andrew Richardson. Elordi ha rifiutato di candidarsi per il ruolo, ritenendo che sarebbe stato «troppo» e «troppo oscuro» per lui. Emma Mackey, Rachel Brosnahan, Samara Weaving e Phoebe Dynevor avevano tenuto il provino per Lane; Dynevor era una delle contendenti finali per quel ruolo. Nicholas Hoult, il secondo classificato per interpretare Batman in The Batman (2022), era considerato per Luthor ma ha scelto di puntare al ruolo di Superman. Gunn stava prendendo in considerazione attori di serie A con i quali aveva precedentemente lavorato per Luthor, e ha discusso il ruolo con un attore di Guardiani della Galassia Vol. 3 che si diceva essere Bradley Cooper. Sono stati presi in considerazione anche attori neri. I test hanno avuto luogo utilizzando l'etichetta "Apex", un riferimento a una versione dei fumetti di Luthor chiamata Apex Luthor. Ci si aspettava che altri supereroi dei fumetti fossero già stabiliti nell'ambientazione del film, con il casting in corso per un attore nero per interpretare Michael Holt / Mister Terrific e per un'attrice asiatica o latina per interpretare un personaggio etichettato come "Blitz". Pierson Fodé, che è apparso in un episodio di Supergirl (2015–2021), e Jack Quaid, che presta la voce a Superman nella serie animata My Adventures with Superman (2023–in corso), hanno entrambi inviato un self-tape per Superman.
I provini di persona si sono svolti presso il lotto della Warner Bros. a Burbank, California, con Gunn e Safran a metà giugno 2023. Gli attori hanno provato trucco e costumi nei panni di Kent e Lane nelle seguenti coppie: Hoult e Brosnahan, Brittney e Dynevor, e Corenswet e Mackey. Successivamente, i candidati di Kent sono stati testati in costume da Superman assieme a Mackey. Gunn ha montato insieme i test da mostrare a un comitato decisionale che includeva Zaslav e l'annuncio del casting di Corenswet come Superman e Brosnahan come Lane è stato fatto il 27 giugno. Il casting per altri ruoli era previsto in seguito, incluso per i membri del team di supereroi dell'Authority, che si prevedeva sarebbero stati introdotti in Superman: Legacy prima del loro proprio film. I fratelli Alexander e Bill Skarsgård erano in lizza per il ruolo di Luthor. Non era chiaro se Hoult sarebbe tornato per provare nuovamente per il ruolo di Luthor. L'11 luglio, due anni prima della data di uscita prevista per il film, è stato annunciato il casting di Isabela Merced, Edi Gathegi e Nathan Fillion rispettivamente nei panni dei supereroi Hawkgirl, Mister Terrific e Guy Gardner / Lanterna Verde. Merced era già stata provinata come Barbara Gordon / Batgirl per il film inedito del DCEU Batgirl, mentre Fillion aveva recitato in molti dei film precedenti di Gunn, tra cui The Suicide Squad nei panni di Cory Pitzner / T.D.K. Anthony Carrigan, che ha espresso interesse per il ruolo di Luthor, è stato scelto per il ruolo del supereroe Rex Mason / Metamorpho il giorno successivo. Gunn aveva scelto alcuni di questi attori qualche tempo prima, ma aveva aspettato di scegliere gli attori di Superman e Lane prima di negoziare ulteriori accordi con gli attori, lasciando poco tempo per completare le trattative prima dell'inizio dello sciopero della SAG-AFTRA del 2023 il 14 luglio. In risposta alle preoccupazioni che altri supereroi avrebbero allontanato il film dalla storia di Superman e Lane, Gunn ha detto che quei due personaggi sarebbero rimasti al centro del film e che gli altri attori sarebbero stati scelti per più progetti del DCU.
Quando lo sciopero della WGA si è concluso nel settembre 2023, le riprese di Superman: Legacy sarebbero dovute iniziare tra l'inizio e la metà del 2024. Il mese successivo, è stato riportato che Jason Momoa, interprete di Aquaman nel DCEU, avrebbe discusso per interpretare il personaggio di Lobo in Superman o in un film solista, a dicembre 2024 è stato confermato per il ruolo e comparirà in Supergirl: Woman of Tomorrow (2026). Lo sciopero della SAG-AFTRA si è concluso il 9 novembre ed è stato chiarito che le riprese sarebbero iniziate nel marzo 2024. Gunn ha detto che il film sarebbe uscito comunque nel luglio 2025. A metà novembre, è stato svelato che María Gabriela de Faría sarebbe stata scelta per il ruolo di Angela Spica / l'Engineer, una delle antagoniste del film nonché membro dell'Authority. La cantante Madison Beer ha detto di aver presentato un self-tape e di aver fatto un'audizione senza successo per un ruolo non rivelato, così come O'Shea Jackson Jr. Hoult era in trattative per interpretare Luthor prima dello sciopero della SAG-AFTRA, trattative continuate poi a novembre, quando fu rivelato che Sara Sampaio e Skyler Gisondo erano stati scelti per interpretare rispettivamente Eve Teschmacher (l'assistente di Luthor) e Jimmy Olsen. Gunn ha detto che Gisondo, Sampaio e de Faría erano stati scelti prima dello sciopero e che i ruoli di Mister Terrific e Teschmacher erano particolarmente difficili da scegliere e richiedevano molte audizioni. Il giornalista Jeff Sneider ha notato le speculazioni secondo cui il personaggio di Sam Lane sarebbe apparso e ha indicato che Michael Rooker era collegato al ruolo, ma Gunn ha negato che Rooker avrebbe interpretato il personaggio.
Nel dicembre 2023, il fratello di Gunn, Sean, è stato scelto per interpretare Maxwell Lord in futuri progetti del DCU, dopo che Pedro Pascal ha interpretato lo stesso ruolo nel film del DCEU Wonder Woman 1984 (2020). Si prevedeva che il personaggio venisse menzionato in Superman, ma non si sapeva se sarebbe apparso nel film. James Gunn aveva confermato che Hoult aveva finalizzato un accordo per interpretare Luthor, mentre Miriam Shor aveva avviato le trattative per un ruolo non rivelato dopo essere apparsa in Guardiani della Galassia Vol. 3. L'Hollywood Reporter ha anche detto che il cast includeva Sean Gunn e Pom Klementieff, dopo aver già recitato nei film dei Guardiani della Galassia, prima che James Gunn dichiarasse che Klementiff non era coinvolta nel film e che Shor non era stata scelta per alcun ruolo. Ha aggiunto che la sceneggiatura del film era stata in gran parte completata prima dello sciopero degli sceneggiatori. Gunn ha detto nel gennaio 2024 che il lavoro sui set, sulle protesi e sui modelli degli effetti visivi era in corso, i costumi erano in fase di completamento e la maggior parte degli attori era stata scelta, mentre Brosnahan ha detto che il film era stato realizzato con molto amore per il materiale originale, poiché molti membri del cast e della troupe erano cresciuti guardando i film di Superman e leggendo i fumetti. Alla fine del mese, Milly Alcock è stata scelta per il ruolo della cugina di Superman, Kara Zor-El / Supergirl. Era stato riportato che il personaggio avrebbe debuttato in Superman: Legacy prima di apparire nel proprio film solista del DCU, Supergirl: Woman of Tomorrow (2026). Alcock aveva effettuato audizioni e provini in costume sul set di Superman: Legacy ad Atlanta, Georgia, all'inizio di gennaio.
I lavori di pre-produzione in Ohio sono iniziati all'inizio di febbraio 2024. Più tardi quello stesso mese, Bassem Youssef ha dichiarato di essere stato scelto per il film — presumibilmente come Rumaan Harjadi, il leader di un immaginario paese medio orientale — ma il suo personaggio era stato rimosso dalla sceneggiatura. Credeva che ciò fosse potenzialmente dovuto ai commenti fatti nell'ottobre 2023 in cui criticava il governo israeliano durante la guerra di Gaza del 2023. Gunn ha smentito ciò, spiegando che aveva discusso un ruolo con Youssef prima dello sciopero della WGA, ma all'attore non era stata formalmente offerta la parte e il personaggio è stato rimosso dalla sceneggiatura finale dopo la fine dello sciopero e prima dei commenti di Youssef. Sempre a metà febbraio, l'Ohio Department of Development ha annunciato che Superman: Legacy sarebbe stato parzialmente girato a Cleveland e Cincinnati, Ohio, e avrebbe ricevuto oltre $11 milioni attraverso il programma di credito d’imposta statale, sulla base di una spesa di $37 milioni nello stato sul budget totale dichiarato del film di $363,8 milioni; Gunn ha contestato l'accuratezza di questo budget, che avrebbe reso il film uno dei film di supereroi più costosi mai realizzati. Un table read col cast è stato tenuto il 22 febbraio e Gunn ha rivelato che Terence Rosemore stava interpretando lo scagnozzo di Luthor Otis dopo aver avuto piccoli ruoli in alcuni dei film precedenti di Gunn. Zaslav disse che le riprese sarebbero iniziate la settimana successiva, quando Gunn annunciò di aver abbreviato il titolo del film in Superman una volta completata la bozza finale della sceneggiatura.

### Riprese
La lavorazione è iniziata il 29 febbraio 2024, che è il compleanno canonico di Superman, nella valle Adventdalen nelle Svalbard in Norvegia. Le riprese si sono svolte lì per una settimana per girare le scene con la Fortezza della solitudine. Gunn ha scelto le Svalbard per la loro bellezza naturale, i paesaggi e le somiglianze con l'Artico. Le riprese sono avvenute col titolo di lavorazione Genesis. Henry Braham è tornato come direttore della fotografia dagli ultimi due film dei Guardiani della Galassia, The Suicide Squad e The Flash. Il film è stato interamente girato in IMAX. Le riprese sono state ritardate rispetto all'inizio di gennaio 2024 a causa dello sciopero di SAG-AFTRA e sarebbero dovute durare circa quattro mesi.
All'inizio di marzo, Wendell Pierce è stato scelto per il ruolo di Perry White. Le riprese presso i Trilith Studios ad Atlanta, Georgia, sono iniziate l'8 marzo e si prevedeva che sarebbero durate fino al 2 agosto. 37 giorni di riprese dovevano svolgersi a Cleveland e Cincinnati, Ohio, tra il 1º aprile e il 23 agosto. Le riprese erano previste anche a Macon (Georgia). Più tardi, ad aprile, Pruitt Taylor Vince e Neva Howell sono stati scelti per i ruoli di Jonathan e Martha Kent. All'inizio di giugno, Beck Bennett, Mikaela Hoover e un Christopher McDonald al suo debutto sono stati scelti per interpretare i reporter del Daily Planet Steve Lombard, Cat Grant e Ron Troupe. Hoover è apparso in precedenza in molti film di Gunn. I personaggi della serie animata del DCU Creature Commandos (2024) sarebbero dovuti apparire nel film entro la metà di giugno, ed era intenzione di Gunn e Safran che gli stessi attori interpretassero i personaggi tra l'animazione e il live-action nel DCU; le foto dal set hanno rivelato che Frank Grillo stava riprendendo il suo ruolo vocale di Rick Flag Sr. da quella serie.
La produzione si è spostata nell'Ohio nordorientale il 14 giugno, quando le riprese hanno avuto luogo presso l'Headlands Beach State Park a Mentor (Ohio). Sono state girate sei settimane in tutta Cleveland, a partire dal downtown Cleveland il 24 giugno. Le location delle riprese includevano la Ontario Street, la Cleveland Greyhound Station, Public Square, il Detroit–Superior Bridge, la PNC Plaza, il Progressive Field e il Cleveland Arcade. Le riprese esterne dell'Huntington Bank Building, della Key Tower e del Soldiers' and Sailors' Monument sono state girate a Public Square. L'esterno del Leader Building ha sostituito la sede centrale del Daily Planet, e la Key Tower è stata utilizzata come sede centrale della Stagg Enterprises. Le riprese a Cleveland sono state completate il 16 luglio, quando Gunn ha detto che mancavano un paio di settimane alla fine delle riprese. La produzione è stata quindi programmata per trasferirsi a Cincinnati entro il 18 luglio, per svolgersi al Cincinnati Museum Center nell'Union Terminal e in una parte del Lytle Tunnel. Le riprese sono terminate il 30 luglio. Il budget di produzione del film è stato di 225 milioni di dollari (in linea con quello del precedente film su Superman, L'uomo d'acciaio).

### Post-produzione
Jason Ballantine, William Hoy e Craig Alpert lavorano come montatori del film; i tre non sono nuovi per quanto riguarda i film sui supereroi, avevano rispettivamente lavorato a The Flash, Blue Beetle e The Batman, Stéphane Ceretti sarà il supervisore degli effetti visivi dopo aver già lavorato con Gunn su Guardiani della Galassia, Guardiani della Galassia Holiday Special (2022) e Guardiani della Galassia Vol. 3. Gran parte del team di effetti visivi di Vol. 3 doveva tornare a lavorare con Gunn per Superman.

## Colonna sonora
Nel dicembre 2023, Gunn ha detto che la maggior parte della partitura e dei temi principali del film erano stati scritti, ma che il compositore non era stato annunciato poiché l'accordo per il film non era ancora stato finalizzato. A febbraio 2024, ha annunciato che John Murphy stava componendo la partitura del film, dopo averlo fatto in precedenza per The Suicide Squad, Guardiani della Galassia Holiday Special e Guardiani della Galassia Vol. 3.

## Promozione

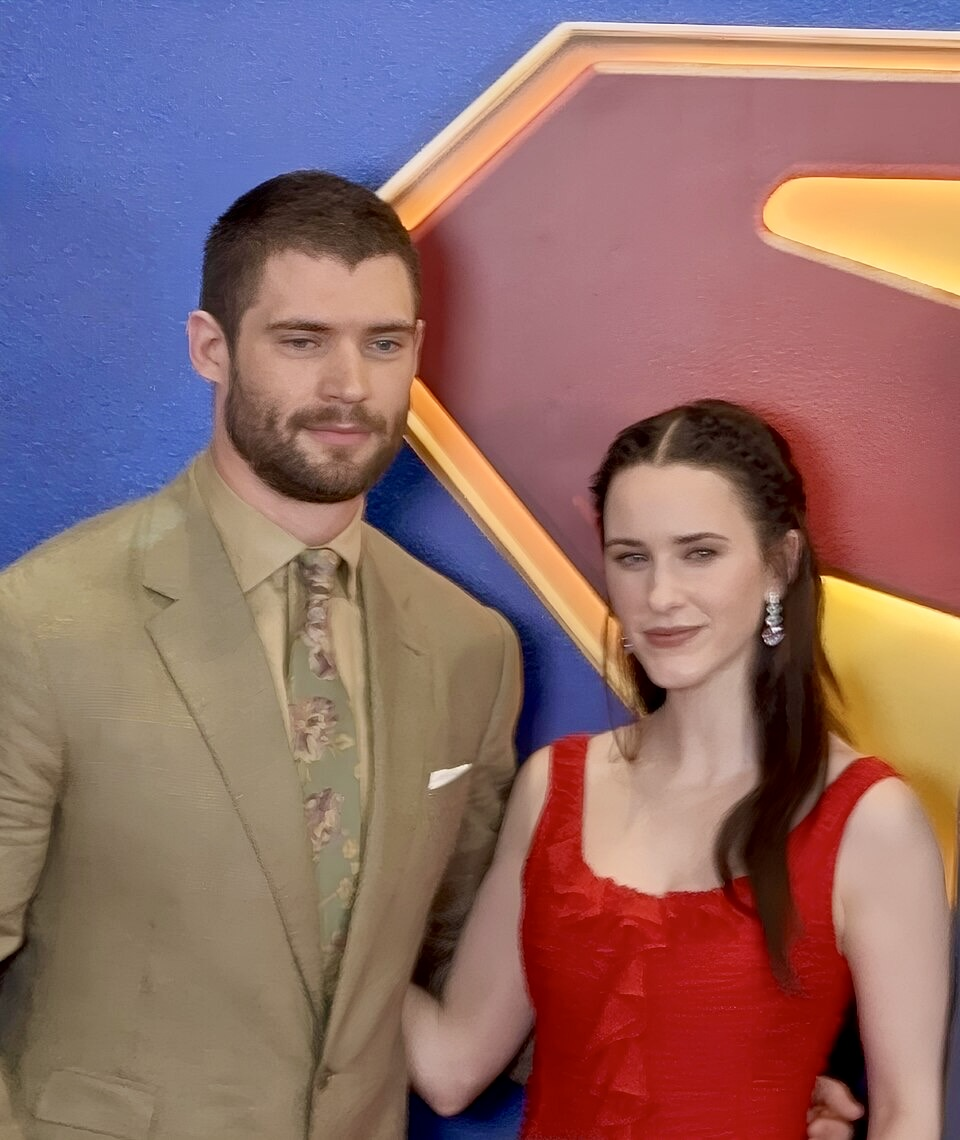
Corenswet e Brosnahan all'evento per i fan "Superman World Tour" a Manila nel giugno 2025.

Gunn ha promosso l'inizio delle riprese nel febbraio 2024 pubblicando una foto del simbolo di Superman, che i commentatori hanno notato per la sua somiglianza visiva con il costume del personaggio nel fumetto Kingdom Come, sebbene mantenga la classica combinazione di colori giallo e rosso. Safran ha promosso il film sul palco durante la presentazione di Warner Bros. al CinemaCon di aprile, con Gunn, Corenswet e Brosnahan che apparivano tramite messaggi video. Il panel ha svelato uno sguardo completo all'emblema di Superman del film e Gunn ha detto che aveva intenzione di partecipare all'evento dell'anno seguente di persona con il cast per dare inizio alla "Summer of Superman" (lett. "Estate di Superman") in vista dell'uscita del film. Gunn ha diffuso una prima immagine di Corenswet in costume all'inizio di maggio. Il commento sull'immagine si concentrava sul ritorno degli slip rossi, assenti nel design de L'uomo d'acciaio. Alcuni elementi del costume sono stati confrontati anche con il design utilizzato nei fumetti The New 52 da Jim Lee, mentre la posa del personaggio e l'attacco sullo sfondo hanno portato a speculazioni sulla caratterizzazione di Superman nel film e su quali minacce potrebbe affrontare. Più tardi a maggio, un'esposizione ispirata alla Fortezza della solitudine del film è stata inclusa allo stand della Warner Bros. al Licensing Expo a Las Vegas. Nel mese di ottobre 2024, in occasione della campagna "Adotta un cane da rifugio", Gunn ha condiviso la prima immagine di Krypto insieme al Superman interpretato da Corenswet.
Il 16 dicembre 2024 è stato diffuso un teaser poster, descritto come un omaggio alla storica interpretazione di Superman da parte di Christopher Reeve. Il poster include una versione del tema di Superman composto da John Williams ed è stato accompagnato dall'annuncio che il trailer del film sarebbe stato pubblicato il 19 dicembre, dopo una proiezione esclusiva per la stampa presso la sede della Warner Bros. a Burbank nello stesso giorno. Il 18, Gunn ha pubblicato un video contenente un link al conto alla rovescia per il trailer e un teaser di 30 secondi che riprendeva lo slogan del film, "Guarda in alto".
Originariamente i primi cinque minuti del film dovevano essere mostrati durante le proiezioni di Un film Minecraft (2025), ma in seguito si scelse di pubblicarli online come sneak peek il 3 aprile 2025.

## Distribuzione
Superman è stato presentato in anteprima al TCL Chinese Theatre il 7 luglio 2025. Il film è stato distribuito da Warner Bros. Pictures in Italia dal 9 luglio 2025 in circa 500 cinema e negli Stati Uniti dall'11 luglio, in IMAX.

### Edizione italiana
L'edizione italiana del film è stata curata dalla Warner Bros. Discovery Italia. La direzione del doppiaggio e i dialoghi sono curati da Marco Mete, assistito da Silvia Ferri, per conto della CDC Sefit Group che si è occupata anche della sonorizzazione.
Tale edizione include la partecipazione dei doppiatori Davide Perino, Massimo Corvo e Veronica Puccio, i quali tornano a doppiare Jimmy Olsen (da Superman Returns), Perry White (da L'uomo d'acciaio) e Supergirl (dall'omonima serie televisiva).

## Accoglienza

### Incassi
A fronte di un budget di 225 milioni di dollari, il film ha incassato 341490470 $ in Nord America e 254600000 $ nel resto del mondo, per un totale di 596090470 $. In Italia ha incassato 5513146 €. In Cina ha incassato 8820000 $.

### Critica
Il film è stato accolto positivamente dalla critica. Sull'aggregatore di recensioni Rotten Tomatoes ha un indice di gradimento dell'83% basato su 480 recensioni, con un voto medio di 7,4 su 10; il consenso critico del sito afferma: «Compiendo l’impresa eroica di dare vita a un nuovo mondo dinamico, mettendo al centro il grande cuore pulsante del suo campione, questo Superman vola alto come Uomo del Domani, restando però ancorato al presente». Su Metacritic ottiene un punteggio di 68 su 100 basato su 58 recensioni.
Brandon Davis di Phase Hero ha affermato che il film "è un fumetto portato in una splendida veste live-action, pieno di speranza e appagamento", ha elogiato la chimica tra David Corenswet e Rachel Brosnahan, e ha affermato che il Mister Terrific di Edi Gathegi ruba la scena. Dan Casey di Nerdist e Geek and Sundry ha evidenziato come "James Gunn e il suo fantastico cast e la sua troupe hanno davvero colto nel segno ciò che [...] necessita una buona storia di Superman: è piena di speranza, anche quando tutto sembra perduto". Molly Freeman di Screenrant ha elogiato il film, definendolo "un blockbuster estivo per eccellenza, pieno di divertimento e azione" e "l'iniezione di adrenalina di cui il genere dei film sui supereroi ha bisogno".
In Italia, Damiano Panattoni su Movieplayer.it ha parlato "di un film politico" ma anche di un'opera con "un cuore grande tanto quanto il suo budget", considerandolo uno dei migliori cinecomic degli ultimi anni.

## Progetti futuri

### Sequel
Nel giugno 2025, Gunn ha dichiarato di aver iniziato a scrivere un nuovo film di Superman che non sarebbe stato un sequel diretto ma avrebbe presentato Superman in un ruolo importante. Corenswet in un intervista a Vanity Fair ha detto che lui e Brosnahan avevano firmato per un possibile sequel di Superman. Il 7 agosto Zaslav ha confermato che Gunn avrebbe scritto e diretto il prossimo film della "Super-Family", con Gunn che ha confermato di aver scritto una bozza del trattamento, lo ha descritto come la prossima storia della "Superman Saga" e spera di iniziare presto la produzione.

### Spin-off
Inoltre Gunn ha preso in considerazione di realizzare due serie televisive spin-off rispettivamente con protagonista Mister Terrific e Jimmy Olsen. Il giornalista Jeff Sneider ha riferito che Skyler Gisondo avrebbe dovuto riprendere il ruolo di Olsen in una serie per HBO Max che avrebbe introdotto Gorilla Grodd nel DCU.